# Сергіївка (Кодимська міська громада)
Сергіївка — село Кодимської міської громади у Подільському районі Одеської області, Україна.

## Історія
Під час організованого радянською владою Голодомору 1932—1933 років померло щонайменше 3 жителі села.
19 липня 2020 року, в результаті адміністративно-територіальної реформи і ліквідації Кодимського району, село увійшло до складу новоутвореного Подільського району.

## Населення
Згідно з переписом УРСР 1989 року чисельність наявного населення села становила 300 осіб, з яких 120 чоловіків та 180 жінок.
За переписом населення України 2001 року в селі мешкало 285 осіб.

### Мова
Розподіл населення за рідною мовою за даними перепису 2001 року:
| Мова       | Кількість | Відсоток |
| ---------- | --------- | -------- |
| українська | 265       | 92.98%   |
| російська  | 12        | 4.22%    |
| вірменська | 5         | 1.75%    |
| румунська  | 3         | 1.05%    |
| Усього     | 285       | 100%     |